# Епархия Террассы
Епархия Террассы (лат. Dioecesis Terrassensis, кат. Bisbat de Terrassa, исп. Diócesis de Tarrasa) — католическая епархия латинского обряда с центром в городе Террасса, Каталония, Испания.

## История
Епархия была образована 15 июня 2004 года путём выделения в новую епархию одиннадцати приходских округов архиепархии Барселоны.

## Современное состояние
Епархия объединяет приходы к северу от Барселоны. С момента основания епархию возглавляет епископ Хосеп Анхель Саис Менесес. В 2010 году ему в помощь был назначен викарный епископ Сальвадор Кристау Коль. Кафедральный собор епархии — Кафедральный собор Святого Духа, носит почётный статус малой базилики. По данным на 2010 год епархия насчитывала 1 222 420 верующих, 119 приходов и 179 священников.

## Ординарии
- Хосеп Анхель Сайс Менесес (15 июня 2004 — 17 апреля 2021).